# Paul Clemens
Pour les articles homonymes, voir Clemens.
Paul Clemens (né le 14 février 1988 à Columbia, Caroline du Sud, États-Unis) est un lanceur droitier des Ligues majeures de baseball sous contrat avec les Phillies de Philadelphie.

## Carrière
Paul Clemens est drafté au 36e tour de sélection par les Giants de San Francisco en 2007 mais ne signe pas de contrat avec l'équipe. Il est ensuite repêché en 7e ronde par les Braves d'Atlanta en 2008. Le 31 juillet 2011, Clemens, qui joue toujours en ligues mineures, est échangé aux Astros de Houston avec le voltigeur Jordan Schafer, le lanceur gaucher Brett Oberholtzer et le lanceur droitier Juan Abreu, dans une transaction qui permet aux Braves d'acquérir le voltigeur Michael Bourn.
Clemens, qui est lanceur partant dans les ligues mineures, fait ses débuts dans le baseball majeur le 9 avril 2013 comme lanceur de relève pour Houston. Malgré cinq points mérités et trois coups de circuit accordés en quatre manches lancées, il reçoit sa première victoire dans les majeures dans le gain de 16-9 des Astros sur les Mariners de Seattle. En deux saisons (2013 et 2014) pour Houston, Clemens apparaît 48 fois en relève. Sa moyenne de points mérités se chiffre à 5,51 en 98 manches lancées, avec 4 victoires, 8 défaites et 65 retraits sur des prises.
En novembre 2014, il rejoint les Phillies de Philadelphie.